# Ракель Лофф да Сілва
Ракель Лофф да Сілва (порт. Raquel Loff da Silva; 2 січня 1995) — бразильська волейболістка, центральна блокуюча. Чемпіока Словаччини і Чехії.

## Із біографії
Чемпіонка Бразильських студентських ігор 2010 року. У 2012 році виступала за юнацьку збірну Бразилії. У складі «Прометея» — бронзова призерка кубка України 2020 року.

## Клуби
| Роки      | Команди                       |
| --------- | ----------------------------- |
| 2011—2012 | «Нова Тренто»                 |
| 2012—2013 | «Абель Мода» (Брускі)         |
| 2013—2014 | «Сан-Каетано»                 |
| 2015—2016 | «Пінейрос» (Сан-Паулу)        |
| 2016—2017 | «Бауру»                       |
| 2017—2018 | «Сесі» (Сан-Паулу)            |
| 2018—2019 | «Балнеаріо Камборіу» (Ітажаї) |
| 2019—2020 | «Озаску Аудакс»               |
| 2019—2020 | «Прометей» (Кам'янське)       |
| 2020—2021 | «Славія» (Братислава)         |
| 2021—2024 | «Простейов»                   |
| 2024—     | «Шамальєр»                    |

## Досягнення
- Чемпіон Чехії (1): 2022
- Чемпіон Словаччини (1): 2021
- Володар кубка Словаччини (1): 2021
- Володар кубка Сан-Паулу (1): 2017

## Статистика
У міжнародних клубних турнірах:
| Сезон   | Клуб          | Турнір        | Ігри | Сети | Очки | Ср.  | Примітки |
| ------- | ------------- | ------------- | ---- | ---- | ---- | ---- | -------- |
| 2019-20 | СК «Прометей» | Кубок виклику | 1    | 1    | 0    | 0    |          |
| 2022-23 | «Простейов»   | Кубок виклику | 8    | 31   | 109  | 3,52 |          |
| 2023-24 | «Простейов»   | Кубок виклику | 1    | 4    | 10   | 2,5  |          |
| Всього  | Всього        | Всього        |      |      |      | ,    |          |

- Ср. — середній показник результативності за один сет.